# Fertigungstiefe
Fertigungstiefe (oder Produktionstiefe) ist in der Betriebswirtschaftslehre bei Unternehmen eine Kosteneinflussgröße, die den Anteil der Eigenfertigung im Produktionsprozess von Gütern wiedergibt.

## Allgemeines
Fertigung ist die Herstellung von Gütern unter Einsatz von Produktionsfaktoren, Tiefe bezeichnet die vertikale Ausdehnung der Produktion, inwieweit Vorleistungsgüter wie Halbfabrikate oder Zwischenprodukte vom Markt bezogen (Fremdfertigung) oder selbst hergestellt werden. Je mehr Eigenfertigung ein Unternehmen betreibt, umso höher ist seine Fertigungstiefe. Sie beginnt mit der Vorfertigung von Produktionsmaterial. Beispielsweise stellt ein Automobilhersteller im Regelfall Fahrgestelle, Karosserien und Motoren selbst in Eigenfertigung her. Er verringert seine Fertigungstiefe, wenn er die Motorenherstellung durch Outsourcing auf ein anderes Unternehmen verlagert und erhöht sie, wenn er Insourcing vornimmt, indem er Vorleistungsgüter selbst herstellt. Eine vollständige Eigenfertigung (= Fertigungstiefe von 100 %) ist selten, der Automobilhersteller müsste Automobilelektronik, Autoglas oder auch Autoreifen selbst herstellen.

## Ermittlung
Die Fertigungstiefe errechnet sich wie folgt:
{\displaystyle {\text{Fertigungstiefe in Prozent}}={\frac {\text{Eigenfertigung}}{\text{Eigenfertigung + Fremdfertigung}}}\cdot 100\,\%}.
Je höher der Anteil von Fremdfertigung und Outsourcing sind, umso geringer ist die Fertigungstiefe und umgekehrt. In Unternehmen mit hoher Fertigungstiefe sind meist mehrere Fertigungsstufen vorhanden. Eine Fertigungstiefe von 0 % bedeutet, dass das Unternehmen weder eine eigene Produktion, nicht die Veredelung von Produkten durchführt noch Lohnauftraggeber ist, sich also allein auf den Handel konzentriert. Eine Fertigungstiefe von 100 % würde bedeuten, dass das Unternehmen ohne jeglichen Fremdbezug von Komponenten oder Rohstoffen in vollständiger Unabhängigkeit Produkte herstellt, z. B. wenn in einem einzigen Unternehmen eine gesamte Wertschöpfungskette, vom Erz über mehrere Fertigungsstufen bis zu einer Nockenwelle oder einem Kochtopf, abgebildet ist.
Porsche beispielsweise hat eine Fertigungstiefe, die bei den Sportwagenmodellen 911 und Boxster etwa 20 %, beim Cayenne 10 % und bei dem 2009 erschienenen Modell Panamera etwa 15 % beträgt.
Ein Unternehmen mit einer vergleichsweise hohen Fertigungstiefe ist dagegen die Volkswagen AG, die unter anderem eine hauseigene Gießerei im Werk Hannover mit etwa 1.300 Mitarbeitern besitzt.

## Abgrenzung zu verwandten Sachverhalten

### Leistungstiefe
Unter der Leistungstiefe eines Unternehmens versteht man den Anteil an den Verwaltungs- und administrativen Aufgaben des Unternehmens, welches es selbst erledigt.

### Vertikale Integration
Vertikale Integration ist die Zusammenfassung bzw. Kombination von technologisch eigenständigen Prozessen bzw. funktionalen Einheiten, welche in der Wertschöpfungskette vor- oder nachgelagert sind. Ein Papierproduzent beispielsweise ist vertikal integriert, indem er ein Sägewerk oder ein Zeitungsunternehmen kauft.
Im Gegensatz zur Fertigungstiefe beschränkt sich die Konzeption der vertikalen Integration nicht nur auf die produktionswirtschaftliche Sichtweise, sondern ist auch Untersuchungsobjekt der Organisationstheorie, der Volkswirtschaft und der strategischen Unternehmensführung.
Der vertikale Integrationsgrad beschreibt, wie hoch der Anteil der von einem Unternehmen selbst erbrachten Leistungen innerhalb der Wertschöpfungskette ist. Je höher der vertikale Integrationsgrad ist, desto mehr Aktivitäten übernimmt das Unternehmen selbst; ist der vertikale Integrationsgrad niedriger, werden viele Aktivitäten von Partnerunternehmen bzw. Vertragspartnern durchgeführt.

### Outsourcing
Mit Outsourcing wird die Auslagerung von Unternehmensaufgaben an Drittunternehmen bezeichnet. Ziel des Outsourcing ist es, am Unternehmensstandort ineffizient oder zu teuer ausführbare Aufgaben von spezialisierten Dienstleistern erledigen zu lassen. Darüber hinaus kann man durch Auslagerung eine Entlastung der Tätigkeiten des Unternehmens erreichen, sodass dieses sich fortan ganz auf seine Kernkompetenzen fokussieren kann. Kernkompetenzen sind unternehmensspezifische Tätigkeiten, die nicht imitierbar und nicht substituierbar sind und dadurch einen Wettbewerbsvorteil gegenüber der Konkurrenz darstellen. Deshalb sollten sie keinesfalls ausgelagert werden. Für Auslagerung bieten sich dagegen Supportprozesse an, die imitierbar und substituierbar sind und von der Konkurrenz billiger und/oder besser erbracht werden können, z. B. durch die Nutzung von Größeneffekten und/oder Spezialisierung. Ein Beispiel für einen typischen Supportprozess stellt die Verwaltung dar.

### Make-or-Buy Entscheidung
Unter Make-or-Buy („mob“) versteht man die Entscheidung zwischen Eigenfertigung oder Fremdbezug.
Die Entscheidung über die Fertigungstiefe umfasst die Festlegung auf die Bereitstellung von Teilprozessen, wozu sich auch der Problemkreis der Make-or-Buy Entscheidung zuordnen lässt. Der Unterschied zwischen Make-or-Buy und Fertigungstiefenentscheidung besteht darin, dass bei letzterer der Untersuchungsbereich auf den Produktionsbereich beschränkt ist, bei ersterer das Anwendungsspektrum grundsätzlich offen ist.
Man kann somit die Fertigungstiefe als das Resultat einer gesamtproduktionsprozessbezogenen Make-or-Buy Entscheidung bezeichnen. Das Ergebnis einer Make-or-Buy Entscheidung beeinflusst nicht notwendigerweise die Fertigungstiefe, während eine Veränderung der Fertigungstiefe immer auf eine Make-or-Buy Entscheidung zurückzuführen ist.

### Zukaufanteil
- Zukaufanteil ist der fremdgefertigte, also der bezogene Teil der Fertigung
- der Begriff wird im Zusammenhang mit der mob und folglich der Fertigungstiefe gebraucht, z. B. im Kennzahlenkompass VDMA; allgemein ist die Tendenz steigend, der Durchschnitt im Maschinenbau beträgt 55 %

### Abgrenzung zur Fertigungsstufe
Fertigungsstufen sind im Produktionsprozess ein verfahrenstechnisch in sich abgeschlossener Ablaufabschnitt während der Produktion, dem weitere Ablauffolgen bis zur Herstellung des Endproduktes folgen müssen. Die Fertigungstiefe kann mehrere Fertigungsstufen umfassen.

## Sonstiges
Im deutschen Umsatzsteuerrecht wurde bis 1967 die Umsatzsteuer bei jedem Verkauf von Zwischenprodukten fällig. Dadurch wurden Großunternehmen mit großer Fertigungstiefe erheblich bevorteilt.
Vorher: Kaufte ein Unternehmer Vorprodukte (z. B. ein Autohersteller Batterien), so musste er auf den Kaufpreis Umsatzsteuer zahlen. Auf das ganze Auto (also auch auf die Batterie) fiel dann erneut Umsatzsteuer an.
Auf die vom Batterienhersteller gekaufte Batteriesäure wurde insgesamt dreimal Umsatzsteuer gezahlt. Je länger die Produktionskette wurde, umso stärker stieg kaskadenartig die Steuerbelastung.
Im April 1967 wurden die ersten beiden MwSt-Richtlinien erlassen, mit denen eine allgemeine, mehrstufige, aber nicht-kumulative Umsatzsteuer eingeführt wurde. Diese Neuregelung wurde in der Finanzwissenschaft und Wirtschaft einhellig begrüßt, da der Kaskadeneffekt nun vermieden wurde.